# John Hession
John William Hession (ur. 8 września 1877 w Clinton, zm. 1 lutego 1962 w Clearwater) – amerykański strzelec, olimpijczyk.
Hession wystąpił na Letnich Igrzyskach Olimpijskich 1908 w dwóch konkurencjach. Uplasował się na 24. pozycji w karabinie dowolnym z 1000 jardów, a także na 29. miejscu w karabinie dowolnym w trzech postawach z 300 m.
W 1919 roku zwyciężył w zawodach karabinowych Wimbledon Cup. W czasie II wojny światowej walczył pod Dunkierką. Springfield 03 (z tabliczką z jego nazwiskiem), którego używał w czasie wojny, jest obecnie przechowywany w NRA National Firearms Museum.

## Wyniki

### Igrzyska olimpijskie
| Igrzyska | Konkurencja                          | Wynik                  | Miejsce | Źródło |
| -------- | ------------------------------------ | ---------------------- | ------- | ------ |
| IO 1908  | Karabin dowolny, trzy postawy, 300 m | 746 pkt. (337–233–176) | 29      | [ 1 ]  |
| IO 1908  | Karabin dowolny, 1000 jardów         | 84 pkt.                | 24      | [ 2 ]  |